# آنست استرالیا
آنست استرالیا (انگلیسی: Ansett Australia) شرکت هواپیمایی استرالیایی است، که در سال ۱۹۳۶ تأسیس شد.